# Anti-art

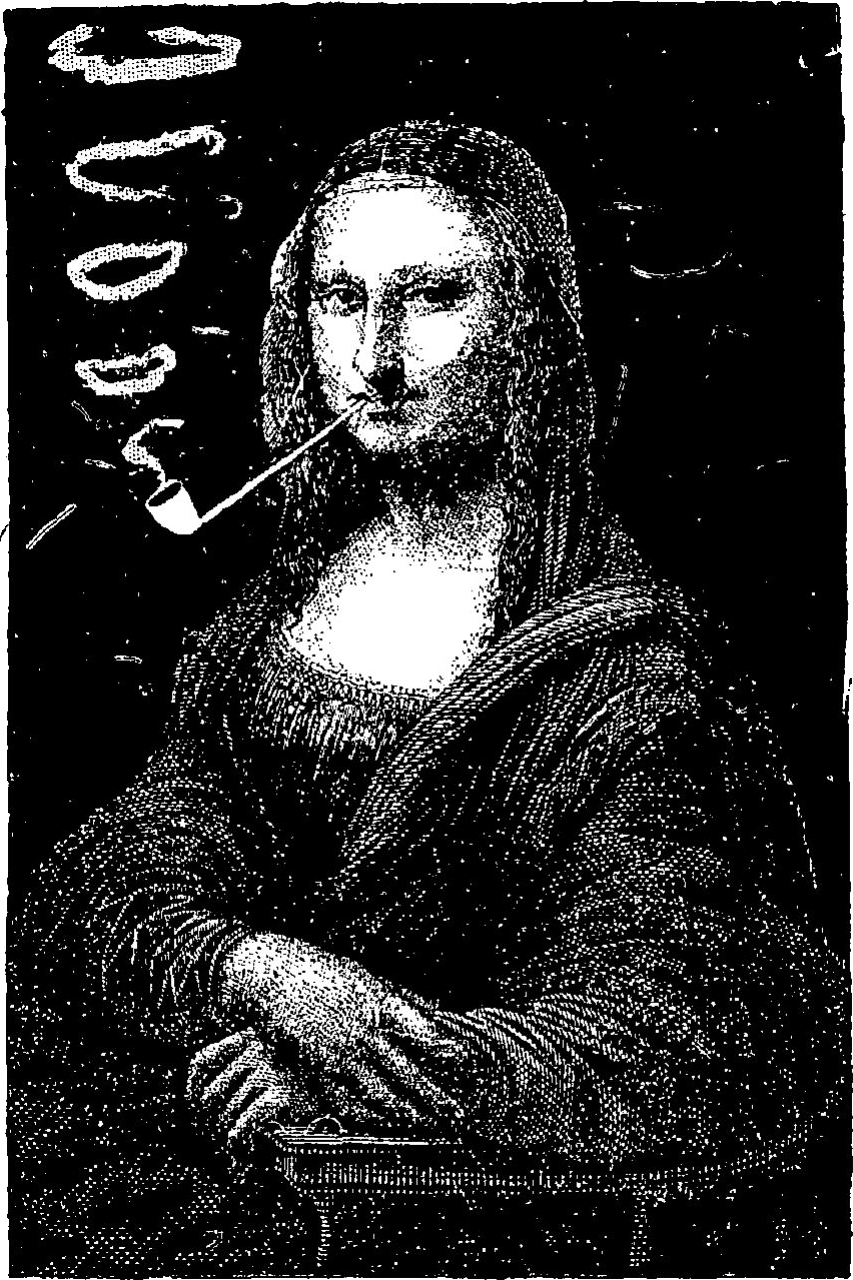
Illustration du Rire (1887), Sapeck (Eugène Bataille).

L’anti-art est un ensemble de concepts et d'attitudes qui rejettent l’art et peuvent prendre la forme d'art ou non,. Le terme a été utilisé pour la première fois par Marcel Duchamp[réf. nécessaire].
Certaines formes d'anti-art « rejettent seulement certains aspects de l'art ». Selon le cas, elles rejettent les normes artistiques conventionnelles, le marché de l’art, la haute culture, l’individualisme en art, ou l’universalité de l’art.
D’autres formes d’anti-art « rejettent l’art entièrement ». Selon le cas, elles rejettent l’art en tant que champ séparé ou en tant que spécialité, l’art considéré comme une forme d’oppression, la séparation entre la vie et l’art ou l’existence même de l’art.

## Histoire
L'anti-art prend sa source dans le mouvement Dada, qui, à grand renfort de polémiques, de scandales et de dérision, voulait faire une tabula rasa de toute la culture bourgeoise occidentale en remettant en cause de manière radicale les valeurs de l'art et de la poésie. L'une des œuvres emblématiques de l'Anti-art est le fameux ready-made Fontaine (1917) de Marcel Duchamp, où l'art se voyait réduit à un vulgaire urinoir, signé en soi comme œuvre. En 1921, dans l'exposition 5x5=25 des artistes constructivistes et productivistes prétendaient représenter la « fin » ou la « mort » de l’art,. Alexandre Rodtchenko y présente trois toiles monochromes : Couleur rouge pure, Couleur jaune pure, Couleur bleue pure. Il estimait atteindre ici l’achèvement de ses recherches formelles au sein du constructivisme, et il déclara donc avoir démontré la « fin de la peinture ». La suite de son travail artistique se tourne vers la photographie.
Isidore Isou, créateur du lettrisme, théorise dès 1947 la loi esthétique de l'« amplique » et du « ciselant », qui part du principe que tout art passe par deux phases irréversibles : l'une d'amplitude, où l'art se développe aux niveaux stylistiques et thématiques (la poésie de Homère à Victor Hugo), et l'autre de déconstruction où l'art entre dans une période d'émiettement et de mise en doute et finit par s'auto-détruire (la poésie de Baudelaire aux dadaïstes et surréalistes). Il annoncera également la mort des arts plastiques (Mémoire sur les forces futures des arts plastiques et sur leur mort, 1950), devenus obsolètes, remplacés par ce qu'il nomme la « métagraphie ».
À partir de 1951, Isou propose une phase ciselante au sein du cinéma avec son film Traité de bave et d'éternité, dépassé en 1952 par le Film-débat qui réduisait le cinéma aux seuls débats des spectateurs sur des films inexistants ou possibles. La réduction de l'œuvre à un cadre vide comme support au débat sera appliqué en 1960 aux arts plastiques avec la peinture et la sculpture « a-optiques ou rhétoriques ». En 1963, Isou invente la « polythanasie esthétique », un processus consistant à détruire, de façon précise et analytique, les différents composants d'une œuvre d'art (formes, support, thème...). La polythanasie sera amplement développée par l'artiste lettriste, Roland Sabatier. Sans être pour autant une destruction mais plus une dématérialisation, le fondateur du lettrisme proposait, en 1956, l'art infinitésimal dans lequel tout élément concret (image, texte, dispositif...) devient support-tremplin pour imaginer des formes intangibles, purement mentales. Cet art anticipait dès lors les tentatives « conceptuelles » qui jalonnent les années 1960 et 1970.
La problématique de la mort de l'art et de son dépassement sera amplement développée dans les écrits de Guy Debord et des membres d'abord de l'Internationale lettriste, puis en 1957 du mouvement de l'Internationale situationniste. Debord est notamment le réalisateur du film Hurlements en faveur de Sade, en 1952. En 1958, le peintre Giuseppe Pinot-Gallizio, proche de l'IS, mettait au point la « peinture industrielle », destruction et dépassement de la peinture de chevalet.
Les situationnistes prônaient l'usage du détournement dans leurs œuvres puis liquidèrent en leur sein la présence de toute forme de volonté plastique, notamment par l'expulsion radicale de membres connectés au monde de l'art. Ainsi, beaucoup plus tard, René Viénet réalisa en 1973 le film La dialectique peut-elle casser des briques ?, entièrement basé sur le détournement d'un film de kung-fu.
Les attitudes « anti-art » continuèrent à se développer dans les années 1960 avec Fluxus, sous l'impulsion de George Maciunas, John Cage ou Henry Flynt aux États-Unis, mais aussi de Robert Filliou et Ben Vautier en France. Ces artistes envisageaient l'anti-art de manière ludique et festive.